# Перекрытие Плахутты
Перекрытие Плахутты (тема Плахутты) — тема в шахматной композиции. Жертвой фигуры на критическом поле вызывается взаимное перекрытие двух дальнобойных равноходящих фигур соперника (Л—Л‚ Ф—Л и Ф—С) в двух вариантах; перекрывающая фигура соперника затем отвлекается по линии действия другой фигуры. Характерный признак перекрытия Плахутты — создание двух тематических угроз (аналогично перекрытию Новотного). Однако по сравнению с последним перекрытие Плахутты требует для своего выражения на ход больше. В многоходовых задачах перекрытие Плахутты может быть осуществлено с критическими ходами. Тема названа именем чехословацкого композитора Й. Плахутты (1827—1883), открывшего её в 1858 году; в 1857 году тема встречалась в задаче С. Лойда, которая оказалась некорректной.

## Примеры
|   | a | b | c | d | e | f | g | h |   |
| - | --- | --- | --- | --- | --- | --- | --- | --- | - |
| 8 | a8 чёрная ладья · c8 белая ладья · e8 белый конь · f8 чёрный слон · h8 чёрный ферзь · f7 чёрная пешка · h7 чёрная пешка · a6 белая ладья · h6 чёрная пешка · a5 чёрный конь · f5 чёрная пешка · f4 белый слон · c3 чёрная пешка · h3 чёрный король · g2 белый конь · d1 белый слон · f1 белый король | a8 чёрная ладья · c8 белая ладья · e8 белый конь · f8 чёрный слон · h8 чёрный ферзь · f7 чёрная пешка · h7 чёрная пешка · a6 белая ладья · h6 чёрная пешка · a5 чёрный конь · f5 чёрная пешка · f4 белый слон · c3 чёрная пешка · h3 чёрный король · g2 белый конь · d1 белый слон · f1 белый король | a8 чёрная ладья · c8 белая ладья · e8 белый конь · f8 чёрный слон · h8 чёрный ферзь · f7 чёрная пешка · h7 чёрная пешка · a6 белая ладья · h6 чёрная пешка · a5 чёрный конь · f5 чёрная пешка · f4 белый слон · c3 чёрная пешка · h3 чёрный король · g2 белый конь · d1 белый слон · f1 белый король | a8 чёрная ладья · c8 белая ладья · e8 белый конь · f8 чёрный слон · h8 чёрный ферзь · f7 чёрная пешка · h7 чёрная пешка · a6 белая ладья · h6 чёрная пешка · a5 чёрный конь · f5 чёрная пешка · f4 белый слон · c3 чёрная пешка · h3 чёрный король · g2 белый конь · d1 белый слон · f1 белый король | a8 чёрная ладья · c8 белая ладья · e8 белый конь · f8 чёрный слон · h8 чёрный ферзь · f7 чёрная пешка · h7 чёрная пешка · a6 белая ладья · h6 чёрная пешка · a5 чёрный конь · f5 чёрная пешка · f4 белый слон · c3 чёрная пешка · h3 чёрный король · g2 белый конь · d1 белый слон · f1 белый король | a8 чёрная ладья · c8 белая ладья · e8 белый конь · f8 чёрный слон · h8 чёрный ферзь · f7 чёрная пешка · h7 чёрная пешка · a6 белая ладья · h6 чёрная пешка · a5 чёрный конь · f5 чёрная пешка · f4 белый слон · c3 чёрная пешка · h3 чёрный король · g2 белый конь · d1 белый слон · f1 белый король | a8 чёрная ладья · c8 белая ладья · e8 белый конь · f8 чёрный слон · h8 чёрный ферзь · f7 чёрная пешка · h7 чёрная пешка · a6 белая ладья · h6 чёрная пешка · a5 чёрный конь · f5 чёрная пешка · f4 белый слон · c3 чёрная пешка · h3 чёрный король · g2 белый конь · d1 белый слон · f1 белый король | a8 чёрная ладья · c8 белая ладья · e8 белый конь · f8 чёрный слон · h8 чёрный ферзь · f7 чёрная пешка · h7 чёрная пешка · a6 белая ладья · h6 чёрная пешка · a5 чёрный конь · f5 чёрная пешка · f4 белый слон · c3 чёрная пешка · h3 чёрный король · g2 белый конь · d1 белый слон · f1 белый король | 8 |
| 7 | a8 чёрная ладья · c8 белая ладья · e8 белый конь · f8 чёрный слон · h8 чёрный ферзь · f7 чёрная пешка · h7 чёрная пешка · a6 белая ладья · h6 чёрная пешка · a5 чёрный конь · f5 чёрная пешка · f4 белый слон · c3 чёрная пешка · h3 чёрный король · g2 белый конь · d1 белый слон · f1 белый король | a8 чёрная ладья · c8 белая ладья · e8 белый конь · f8 чёрный слон · h8 чёрный ферзь · f7 чёрная пешка · h7 чёрная пешка · a6 белая ладья · h6 чёрная пешка · a5 чёрный конь · f5 чёрная пешка · f4 белый слон · c3 чёрная пешка · h3 чёрный король · g2 белый конь · d1 белый слон · f1 белый король | a8 чёрная ладья · c8 белая ладья · e8 белый конь · f8 чёрный слон · h8 чёрный ферзь · f7 чёрная пешка · h7 чёрная пешка · a6 белая ладья · h6 чёрная пешка · a5 чёрный конь · f5 чёрная пешка · f4 белый слон · c3 чёрная пешка · h3 чёрный король · g2 белый конь · d1 белый слон · f1 белый король | a8 чёрная ладья · c8 белая ладья · e8 белый конь · f8 чёрный слон · h8 чёрный ферзь · f7 чёрная пешка · h7 чёрная пешка · a6 белая ладья · h6 чёрная пешка · a5 чёрный конь · f5 чёрная пешка · f4 белый слон · c3 чёрная пешка · h3 чёрный король · g2 белый конь · d1 белый слон · f1 белый король | a8 чёрная ладья · c8 белая ладья · e8 белый конь · f8 чёрный слон · h8 чёрный ферзь · f7 чёрная пешка · h7 чёрная пешка · a6 белая ладья · h6 чёрная пешка · a5 чёрный конь · f5 чёрная пешка · f4 белый слон · c3 чёрная пешка · h3 чёрный король · g2 белый конь · d1 белый слон · f1 белый король | a8 чёрная ладья · c8 белая ладья · e8 белый конь · f8 чёрный слон · h8 чёрный ферзь · f7 чёрная пешка · h7 чёрная пешка · a6 белая ладья · h6 чёрная пешка · a5 чёрный конь · f5 чёрная пешка · f4 белый слон · c3 чёрная пешка · h3 чёрный король · g2 белый конь · d1 белый слон · f1 белый король | a8 чёрная ладья · c8 белая ладья · e8 белый конь · f8 чёрный слон · h8 чёрный ферзь · f7 чёрная пешка · h7 чёрная пешка · a6 белая ладья · h6 чёрная пешка · a5 чёрный конь · f5 чёрная пешка · f4 белый слон · c3 чёрная пешка · h3 чёрный король · g2 белый конь · d1 белый слон · f1 белый король | a8 чёрная ладья · c8 белая ладья · e8 белый конь · f8 чёрный слон · h8 чёрный ферзь · f7 чёрная пешка · h7 чёрная пешка · a6 белая ладья · h6 чёрная пешка · a5 чёрный конь · f5 чёрная пешка · f4 белый слон · c3 чёрная пешка · h3 чёрный король · g2 белый конь · d1 белый слон · f1 белый король | 7 |
| 6 | a8 чёрная ладья · c8 белая ладья · e8 белый конь · f8 чёрный слон · h8 чёрный ферзь · f7 чёрная пешка · h7 чёрная пешка · a6 белая ладья · h6 чёрная пешка · a5 чёрный конь · f5 чёрная пешка · f4 белый слон · c3 чёрная пешка · h3 чёрный король · g2 белый конь · d1 белый слон · f1 белый король | a8 чёрная ладья · c8 белая ладья · e8 белый конь · f8 чёрный слон · h8 чёрный ферзь · f7 чёрная пешка · h7 чёрная пешка · a6 белая ладья · h6 чёрная пешка · a5 чёрный конь · f5 чёрная пешка · f4 белый слон · c3 чёрная пешка · h3 чёрный король · g2 белый конь · d1 белый слон · f1 белый король | a8 чёрная ладья · c8 белая ладья · e8 белый конь · f8 чёрный слон · h8 чёрный ферзь · f7 чёрная пешка · h7 чёрная пешка · a6 белая ладья · h6 чёрная пешка · a5 чёрный конь · f5 чёрная пешка · f4 белый слон · c3 чёрная пешка · h3 чёрный король · g2 белый конь · d1 белый слон · f1 белый король | a8 чёрная ладья · c8 белая ладья · e8 белый конь · f8 чёрный слон · h8 чёрный ферзь · f7 чёрная пешка · h7 чёрная пешка · a6 белая ладья · h6 чёрная пешка · a5 чёрный конь · f5 чёрная пешка · f4 белый слон · c3 чёрная пешка · h3 чёрный король · g2 белый конь · d1 белый слон · f1 белый король | a8 чёрная ладья · c8 белая ладья · e8 белый конь · f8 чёрный слон · h8 чёрный ферзь · f7 чёрная пешка · h7 чёрная пешка · a6 белая ладья · h6 чёрная пешка · a5 чёрный конь · f5 чёрная пешка · f4 белый слон · c3 чёрная пешка · h3 чёрный король · g2 белый конь · d1 белый слон · f1 белый король | a8 чёрная ладья · c8 белая ладья · e8 белый конь · f8 чёрный слон · h8 чёрный ферзь · f7 чёрная пешка · h7 чёрная пешка · a6 белая ладья · h6 чёрная пешка · a5 чёрный конь · f5 чёрная пешка · f4 белый слон · c3 чёрная пешка · h3 чёрный король · g2 белый конь · d1 белый слон · f1 белый король | a8 чёрная ладья · c8 белая ладья · e8 белый конь · f8 чёрный слон · h8 чёрный ферзь · f7 чёрная пешка · h7 чёрная пешка · a6 белая ладья · h6 чёрная пешка · a5 чёрный конь · f5 чёрная пешка · f4 белый слон · c3 чёрная пешка · h3 чёрный король · g2 белый конь · d1 белый слон · f1 белый король | a8 чёрная ладья · c8 белая ладья · e8 белый конь · f8 чёрный слон · h8 чёрный ферзь · f7 чёрная пешка · h7 чёрная пешка · a6 белая ладья · h6 чёрная пешка · a5 чёрный конь · f5 чёрная пешка · f4 белый слон · c3 чёрная пешка · h3 чёрный король · g2 белый конь · d1 белый слон · f1 белый король | 6 |
| 5 | a8 чёрная ладья · c8 белая ладья · e8 белый конь · f8 чёрный слон · h8 чёрный ферзь · f7 чёрная пешка · h7 чёрная пешка · a6 белая ладья · h6 чёрная пешка · a5 чёрный конь · f5 чёрная пешка · f4 белый слон · c3 чёрная пешка · h3 чёрный король · g2 белый конь · d1 белый слон · f1 белый король | a8 чёрная ладья · c8 белая ладья · e8 белый конь · f8 чёрный слон · h8 чёрный ферзь · f7 чёрная пешка · h7 чёрная пешка · a6 белая ладья · h6 чёрная пешка · a5 чёрный конь · f5 чёрная пешка · f4 белый слон · c3 чёрная пешка · h3 чёрный король · g2 белый конь · d1 белый слон · f1 белый король | a8 чёрная ладья · c8 белая ладья · e8 белый конь · f8 чёрный слон · h8 чёрный ферзь · f7 чёрная пешка · h7 чёрная пешка · a6 белая ладья · h6 чёрная пешка · a5 чёрный конь · f5 чёрная пешка · f4 белый слон · c3 чёрная пешка · h3 чёрный король · g2 белый конь · d1 белый слон · f1 белый король | a8 чёрная ладья · c8 белая ладья · e8 белый конь · f8 чёрный слон · h8 чёрный ферзь · f7 чёрная пешка · h7 чёрная пешка · a6 белая ладья · h6 чёрная пешка · a5 чёрный конь · f5 чёрная пешка · f4 белый слон · c3 чёрная пешка · h3 чёрный король · g2 белый конь · d1 белый слон · f1 белый король | a8 чёрная ладья · c8 белая ладья · e8 белый конь · f8 чёрный слон · h8 чёрный ферзь · f7 чёрная пешка · h7 чёрная пешка · a6 белая ладья · h6 чёрная пешка · a5 чёрный конь · f5 чёрная пешка · f4 белый слон · c3 чёрная пешка · h3 чёрный король · g2 белый конь · d1 белый слон · f1 белый король | a8 чёрная ладья · c8 белая ладья · e8 белый конь · f8 чёрный слон · h8 чёрный ферзь · f7 чёрная пешка · h7 чёрная пешка · a6 белая ладья · h6 чёрная пешка · a5 чёрный конь · f5 чёрная пешка · f4 белый слон · c3 чёрная пешка · h3 чёрный король · g2 белый конь · d1 белый слон · f1 белый король | a8 чёрная ладья · c8 белая ладья · e8 белый конь · f8 чёрный слон · h8 чёрный ферзь · f7 чёрная пешка · h7 чёрная пешка · a6 белая ладья · h6 чёрная пешка · a5 чёрный конь · f5 чёрная пешка · f4 белый слон · c3 чёрная пешка · h3 чёрный король · g2 белый конь · d1 белый слон · f1 белый король | a8 чёрная ладья · c8 белая ладья · e8 белый конь · f8 чёрный слон · h8 чёрный ферзь · f7 чёрная пешка · h7 чёрная пешка · a6 белая ладья · h6 чёрная пешка · a5 чёрный конь · f5 чёрная пешка · f4 белый слон · c3 чёрная пешка · h3 чёрный король · g2 белый конь · d1 белый слон · f1 белый король | 5 |
| 4 | a8 чёрная ладья · c8 белая ладья · e8 белый конь · f8 чёрный слон · h8 чёрный ферзь · f7 чёрная пешка · h7 чёрная пешка · a6 белая ладья · h6 чёрная пешка · a5 чёрный конь · f5 чёрная пешка · f4 белый слон · c3 чёрная пешка · h3 чёрный король · g2 белый конь · d1 белый слон · f1 белый король | a8 чёрная ладья · c8 белая ладья · e8 белый конь · f8 чёрный слон · h8 чёрный ферзь · f7 чёрная пешка · h7 чёрная пешка · a6 белая ладья · h6 чёрная пешка · a5 чёрный конь · f5 чёрная пешка · f4 белый слон · c3 чёрная пешка · h3 чёрный король · g2 белый конь · d1 белый слон · f1 белый король | a8 чёрная ладья · c8 белая ладья · e8 белый конь · f8 чёрный слон · h8 чёрный ферзь · f7 чёрная пешка · h7 чёрная пешка · a6 белая ладья · h6 чёрная пешка · a5 чёрный конь · f5 чёрная пешка · f4 белый слон · c3 чёрная пешка · h3 чёрный король · g2 белый конь · d1 белый слон · f1 белый король | a8 чёрная ладья · c8 белая ладья · e8 белый конь · f8 чёрный слон · h8 чёрный ферзь · f7 чёрная пешка · h7 чёрная пешка · a6 белая ладья · h6 чёрная пешка · a5 чёрный конь · f5 чёрная пешка · f4 белый слон · c3 чёрная пешка · h3 чёрный король · g2 белый конь · d1 белый слон · f1 белый король | a8 чёрная ладья · c8 белая ладья · e8 белый конь · f8 чёрный слон · h8 чёрный ферзь · f7 чёрная пешка · h7 чёрная пешка · a6 белая ладья · h6 чёрная пешка · a5 чёрный конь · f5 чёрная пешка · f4 белый слон · c3 чёрная пешка · h3 чёрный король · g2 белый конь · d1 белый слон · f1 белый король | a8 чёрная ладья · c8 белая ладья · e8 белый конь · f8 чёрный слон · h8 чёрный ферзь · f7 чёрная пешка · h7 чёрная пешка · a6 белая ладья · h6 чёрная пешка · a5 чёрный конь · f5 чёрная пешка · f4 белый слон · c3 чёрная пешка · h3 чёрный король · g2 белый конь · d1 белый слон · f1 белый король | a8 чёрная ладья · c8 белая ладья · e8 белый конь · f8 чёрный слон · h8 чёрный ферзь · f7 чёрная пешка · h7 чёрная пешка · a6 белая ладья · h6 чёрная пешка · a5 чёрный конь · f5 чёрная пешка · f4 белый слон · c3 чёрная пешка · h3 чёрный король · g2 белый конь · d1 белый слон · f1 белый король | a8 чёрная ладья · c8 белая ладья · e8 белый конь · f8 чёрный слон · h8 чёрный ферзь · f7 чёрная пешка · h7 чёрная пешка · a6 белая ладья · h6 чёрная пешка · a5 чёрный конь · f5 чёрная пешка · f4 белый слон · c3 чёрная пешка · h3 чёрный король · g2 белый конь · d1 белый слон · f1 белый король | 4 |
| 3 | a8 чёрная ладья · c8 белая ладья · e8 белый конь · f8 чёрный слон · h8 чёрный ферзь · f7 чёрная пешка · h7 чёрная пешка · a6 белая ладья · h6 чёрная пешка · a5 чёрный конь · f5 чёрная пешка · f4 белый слон · c3 чёрная пешка · h3 чёрный король · g2 белый конь · d1 белый слон · f1 белый король | a8 чёрная ладья · c8 белая ладья · e8 белый конь · f8 чёрный слон · h8 чёрный ферзь · f7 чёрная пешка · h7 чёрная пешка · a6 белая ладья · h6 чёрная пешка · a5 чёрный конь · f5 чёрная пешка · f4 белый слон · c3 чёрная пешка · h3 чёрный король · g2 белый конь · d1 белый слон · f1 белый король | a8 чёрная ладья · c8 белая ладья · e8 белый конь · f8 чёрный слон · h8 чёрный ферзь · f7 чёрная пешка · h7 чёрная пешка · a6 белая ладья · h6 чёрная пешка · a5 чёрный конь · f5 чёрная пешка · f4 белый слон · c3 чёрная пешка · h3 чёрный король · g2 белый конь · d1 белый слон · f1 белый король | a8 чёрная ладья · c8 белая ладья · e8 белый конь · f8 чёрный слон · h8 чёрный ферзь · f7 чёрная пешка · h7 чёрная пешка · a6 белая ладья · h6 чёрная пешка · a5 чёрный конь · f5 чёрная пешка · f4 белый слон · c3 чёрная пешка · h3 чёрный король · g2 белый конь · d1 белый слон · f1 белый король | a8 чёрная ладья · c8 белая ладья · e8 белый конь · f8 чёрный слон · h8 чёрный ферзь · f7 чёрная пешка · h7 чёрная пешка · a6 белая ладья · h6 чёрная пешка · a5 чёрный конь · f5 чёрная пешка · f4 белый слон · c3 чёрная пешка · h3 чёрный король · g2 белый конь · d1 белый слон · f1 белый король | a8 чёрная ладья · c8 белая ладья · e8 белый конь · f8 чёрный слон · h8 чёрный ферзь · f7 чёрная пешка · h7 чёрная пешка · a6 белая ладья · h6 чёрная пешка · a5 чёрный конь · f5 чёрная пешка · f4 белый слон · c3 чёрная пешка · h3 чёрный король · g2 белый конь · d1 белый слон · f1 белый король | a8 чёрная ладья · c8 белая ладья · e8 белый конь · f8 чёрный слон · h8 чёрный ферзь · f7 чёрная пешка · h7 чёрная пешка · a6 белая ладья · h6 чёрная пешка · a5 чёрный конь · f5 чёрная пешка · f4 белый слон · c3 чёрная пешка · h3 чёрный король · g2 белый конь · d1 белый слон · f1 белый король | a8 чёрная ладья · c8 белая ладья · e8 белый конь · f8 чёрный слон · h8 чёрный ферзь · f7 чёрная пешка · h7 чёрная пешка · a6 белая ладья · h6 чёрная пешка · a5 чёрный конь · f5 чёрная пешка · f4 белый слон · c3 чёрная пешка · h3 чёрный король · g2 белый конь · d1 белый слон · f1 белый король | 3 |
| 2 | a8 чёрная ладья · c8 белая ладья · e8 белый конь · f8 чёрный слон · h8 чёрный ферзь · f7 чёрная пешка · h7 чёрная пешка · a6 белая ладья · h6 чёрная пешка · a5 чёрный конь · f5 чёрная пешка · f4 белый слон · c3 чёрная пешка · h3 чёрный король · g2 белый конь · d1 белый слон · f1 белый король | a8 чёрная ладья · c8 белая ладья · e8 белый конь · f8 чёрный слон · h8 чёрный ферзь · f7 чёрная пешка · h7 чёрная пешка · a6 белая ладья · h6 чёрная пешка · a5 чёрный конь · f5 чёрная пешка · f4 белый слон · c3 чёрная пешка · h3 чёрный король · g2 белый конь · d1 белый слон · f1 белый король | a8 чёрная ладья · c8 белая ладья · e8 белый конь · f8 чёрный слон · h8 чёрный ферзь · f7 чёрная пешка · h7 чёрная пешка · a6 белая ладья · h6 чёрная пешка · a5 чёрный конь · f5 чёрная пешка · f4 белый слон · c3 чёрная пешка · h3 чёрный король · g2 белый конь · d1 белый слон · f1 белый король | a8 чёрная ладья · c8 белая ладья · e8 белый конь · f8 чёрный слон · h8 чёрный ферзь · f7 чёрная пешка · h7 чёрная пешка · a6 белая ладья · h6 чёрная пешка · a5 чёрный конь · f5 чёрная пешка · f4 белый слон · c3 чёрная пешка · h3 чёрный король · g2 белый конь · d1 белый слон · f1 белый король | a8 чёрная ладья · c8 белая ладья · e8 белый конь · f8 чёрный слон · h8 чёрный ферзь · f7 чёрная пешка · h7 чёрная пешка · a6 белая ладья · h6 чёрная пешка · a5 чёрный конь · f5 чёрная пешка · f4 белый слон · c3 чёрная пешка · h3 чёрный король · g2 белый конь · d1 белый слон · f1 белый король | a8 чёрная ладья · c8 белая ладья · e8 белый конь · f8 чёрный слон · h8 чёрный ферзь · f7 чёрная пешка · h7 чёрная пешка · a6 белая ладья · h6 чёрная пешка · a5 чёрный конь · f5 чёрная пешка · f4 белый слон · c3 чёрная пешка · h3 чёрный король · g2 белый конь · d1 белый слон · f1 белый король | a8 чёрная ладья · c8 белая ладья · e8 белый конь · f8 чёрный слон · h8 чёрный ферзь · f7 чёрная пешка · h7 чёрная пешка · a6 белая ладья · h6 чёрная пешка · a5 чёрный конь · f5 чёрная пешка · f4 белый слон · c3 чёрная пешка · h3 чёрный король · g2 белый конь · d1 белый слон · f1 белый король | a8 чёрная ладья · c8 белая ладья · e8 белый конь · f8 чёрный слон · h8 чёрный ферзь · f7 чёрная пешка · h7 чёрная пешка · a6 белая ладья · h6 чёрная пешка · a5 чёрный конь · f5 чёрная пешка · f4 белый слон · c3 чёрная пешка · h3 чёрный король · g2 белый конь · d1 белый слон · f1 белый король | 2 |
| 1 | a8 чёрная ладья · c8 белая ладья · e8 белый конь · f8 чёрный слон · h8 чёрный ферзь · f7 чёрная пешка · h7 чёрная пешка · a6 белая ладья · h6 чёрная пешка · a5 чёрный конь · f5 чёрная пешка · f4 белый слон · c3 чёрная пешка · h3 чёрный король · g2 белый конь · d1 белый слон · f1 белый король | a8 чёрная ладья · c8 белая ладья · e8 белый конь · f8 чёрный слон · h8 чёрный ферзь · f7 чёрная пешка · h7 чёрная пешка · a6 белая ладья · h6 чёрная пешка · a5 чёрный конь · f5 чёрная пешка · f4 белый слон · c3 чёрная пешка · h3 чёрный король · g2 белый конь · d1 белый слон · f1 белый король | a8 чёрная ладья · c8 белая ладья · e8 белый конь · f8 чёрный слон · h8 чёрный ферзь · f7 чёрная пешка · h7 чёрная пешка · a6 белая ладья · h6 чёрная пешка · a5 чёрный конь · f5 чёрная пешка · f4 белый слон · c3 чёрная пешка · h3 чёрный король · g2 белый конь · d1 белый слон · f1 белый король | a8 чёрная ладья · c8 белая ладья · e8 белый конь · f8 чёрный слон · h8 чёрный ферзь · f7 чёрная пешка · h7 чёрная пешка · a6 белая ладья · h6 чёрная пешка · a5 чёрный конь · f5 чёрная пешка · f4 белый слон · c3 чёрная пешка · h3 чёрный король · g2 белый конь · d1 белый слон · f1 белый король | a8 чёрная ладья · c8 белая ладья · e8 белый конь · f8 чёрный слон · h8 чёрный ферзь · f7 чёрная пешка · h7 чёрная пешка · a6 белая ладья · h6 чёрная пешка · a5 чёрный конь · f5 чёрная пешка · f4 белый слон · c3 чёрная пешка · h3 чёрный король · g2 белый конь · d1 белый слон · f1 белый король | a8 чёрная ладья · c8 белая ладья · e8 белый конь · f8 чёрный слон · h8 чёрный ферзь · f7 чёрная пешка · h7 чёрная пешка · a6 белая ладья · h6 чёрная пешка · a5 чёрный конь · f5 чёрная пешка · f4 белый слон · c3 чёрная пешка · h3 чёрный король · g2 белый конь · d1 белый слон · f1 белый король | a8 чёрная ладья · c8 белая ладья · e8 белый конь · f8 чёрный слон · h8 чёрный ферзь · f7 чёрная пешка · h7 чёрная пешка · a6 белая ладья · h6 чёрная пешка · a5 чёрный конь · f5 чёрная пешка · f4 белый слон · c3 чёрная пешка · h3 чёрный король · g2 белый конь · d1 белый слон · f1 белый король | a8 чёрная ладья · c8 белая ладья · e8 белый конь · f8 чёрный слон · h8 чёрный ферзь · f7 чёрная пешка · h7 чёрная пешка · a6 белая ладья · h6 чёрная пешка · a5 чёрный конь · f5 чёрная пешка · f4 белый слон · c3 чёрная пешка · h3 чёрный король · g2 белый конь · d1 белый слон · f1 белый король | 1 |
|   | a | b | c | d | e | f | g | h |   |

Чёрный ферзь «привязан» к полю с3, слон — к полю h6. Попытка вызвать перекрытие Плахутты 1.Kg7? (с двумя тематическими угрозами 2.Лc3# и 2.Л:h6#) опровергается аналогичным перекрытием Плахутты, которое проводят чёрные — 1…Кc6!, и если 2.Лa:с6, то 2…С:g7! или 2.Лс:с6 Ф:g7! После предварительного маневра 1.Сс2! Kpg4 белые осуществляют перекрытие Плахутты: 2.Kg7! С:g7 3.Cd1+ Kph3 4.Л:с3+ С:с3 5.Л:h6# или 2…Ф:g7 3.Cd1+ Kph3 4.Л:h6+ Ф:h6 5.Л:с3# — два тематических варианта. Ещё 2…Kc6 3.С:f5+ Kpf3 4.Kh5 — 5.Kh4#/Ke1#.